# Rukiye Hanim
Rukiye Hanim, född 1864, död 1904, var en malajisk prinsessa, gift med prins Ungku Abdul Majid bin Temengung Ibrahim och svägerska till sultan Abu Bakar av Johor. Hon gavs ursprungligen som diplomatisk gåva från den osmanska sultanen till sultanen av Johor.

## Biografi
Rukiye Hanim var syster till Hatice Hanim (Che Khatijah Hanum). Huruvida de var biologiska systrar eller bara kallades så är okänt: de slavflickor som utbildades i haremet för att sedan användas som hovdamer, konkubiner eller ges som diplomatiska gåvor, och de ansågs tillhöra den kejserliga familjen. Systrarna hade placerats i det kejserliga osmanska haremet via Slavhandeln på Svarta havet.
Sultan Abu Bakar av Johor avlade ett flertal besök i Konstantinopel i Osmanska riket, och fick systrarna i present som konkubiner av den osmanska sultanen. Exakt vilket år detta skedde är obekräftat, eftersom sultanen besökte Osmanska riket flera gånger: 1866 och 1886. Systrarna gavs uttryckligen för rollen som konkubiner, och de beräknas ha varit i femtonårsåldern. 
Snouck Hurgronje nämnde de "kirkassiska slavarna" i sultanens harem, som kommit dit från Konstantinopel och var betydligt dyrare än övriga slavar, och skrev: “the female Circassian slaves are pretentious concubines”.
Abu Bakar gifte sig med Hatice Hanim 24 februari 1891, och gav Rukiye Hanim i present till sin bror prins Ungku Abdul Majid bin Temengung Ibrahim (d. 1889), med vilken hon fick Abdul Aziz (senare Johors försteminister) och Abdul Hamid. 
Efter sin makes död gifte hon sig för andra gången med Syed Abdullah Syed Mohsin Al-Attas, med vilken hon fick en son; giftermålet hade ägt rum utan sultanens tillstånd under hans frånvaro och sultanen tvingade paret att skiljas efter bara några veckor. Maken tog under en middag av sig sin wrap och placerade en på den man sultanen hade utsett till hennes nästa make.  
Hon gifte sig tredje gången troligen 1892 med aristokraten och ställföreträdande regent Dato Jaafar (1837–1919) som hans fjärde hustru, med vilken hon fick åtta barn: Aishah, Kamariah, Dato Onn, Malik, Azizah, Muhammad, Ahmad och Yahya.
Rukiye Hanim beskrivs som en skönhet, “a beautiful Turkish lady”. Under denna tid genomgick sällskapslivet stora förändringar, de kungliga kvinnorna började delta i offentlig representation och hon fotograferades vid statsbesök och andra offentliga tillfällen: alltid utan slöja, vilket var normalt i malajstaterna trots dess muslimska kultur. Till skillnad från sin syster, som nästan inte omnämns alls, blev Rukiye Hanim tack vare att hon blev mor till flera viktiga personer, en viktig figur i den lokala legenden. 